# Bayerische GtL 4/4
Die Lokomotiven der Gattung GtL 4/4 waren Heißdampflokomotiven der Bayerischen Staatsbahn für den Einsatz auf Lokalbahnen.

## Geschichte
Die Fahrzeuge wurden von Krauss an die Staatsbahn geliefert. 1911 wurden zwei, 1914 weitere elf Maschinen hergestellt. Entwickelt waren sie von Richard von Helmholtz.
Aufgrund der guten Erfahrungen mit der GtL 4/4 entschloss sich die Gruppenverwaltung Bayern der Deutschen Reichsbahn, weitere Exemplare dieser Lokomotive zu erwerben. 1921 bis 1924 lieferte Krauss nochmals 87 Maschinen, die etwas schwerer waren und sich in der Ausführung des Führerhauses von den ursprünglichen 13 Exemplaren unterschieden. Die letzten 17 Lokomotiven aus dem Jahr 1927 waren noch einmal schwerer als die vorherigen Maschinen, was auf die vergrößerten Vorräte zurückzuführen war. Kessel, Triebwerk und Leistung blieben über den gesamten Beschaffungszeitraum unverändert.
Bei der Reichsbahn wurden die Lokomotiven als Baureihe 988–9 mit den Nummern 98 801 bis 98 917 eingeordnet.
29 GtL 4/4 modifizierte man zwischen 1934 und 1941, indem man sie mit einer vorderen Bisselachse ausrüstete und damit zu 1’D h2t-Lokomotiven umbaute. Die umgebauten Lokomotiven, auch als GtL 4/5 bezeichnet, wurden in die Baureihe 9811 eingeordnet. Das Ziel des Umbaus war eine Verbesserung der Laufeigenschaften, die zulässige Geschwindigkeit konnte von 40 auf 55 km/h gesteigert werden.
Während des Zweiten Weltkrieges wurden fünf Lokomotiven zerstört, weitere drei verblieben bei der damaligen tschechoslowakischen Staatseisenbahn ČSD.
Die verbleibenden Maschinen gelangten zur Deutschen Bundesbahn, die in den 1950er Jahren mit der Ausmusterung begann.
Die 98 1101 schied durch einen ungewöhnlichen Unfall auf der Bahnstrecke Frensorf–Schlüsselfeld am 28. Februar 1954 aus dem Fahrzeugbestand aus: Bei Sambach kollidierte die Lokomotive, die an diesem Tag einen Personenzug führte, mit einem entlaufenen Ochsen, entgleiste und stürzte den sieben Meter hohen Bahndamm hinab, ebenso der vollbesetzte erste Wagen des Zuges. Neun Passagiere erlitten zum Teil schwere Verletzungen, ein Angehöriger des Lokpersonals trug Verbrennungen durch glühende Kohle davon. Der Sachschaden belief sich auf etwa 130.000 DM; die Lokomotive war durch den Sturz so stark beschädigt, dass sie verschrottet wurde.
Die zwei Lokomotiven 98 812 und 886 erhielten 1968 noch EDV-Betriebsnummern, wurden aber wenig später ausgemustert. Die 98 886 diente danach bis 1975 noch als Heizlok. Die 98 812 wurde 1970 verlost (Verlosung „Stars der Schiene“) und gelangte über einen Studenten zu den Ulmer Eisenbahnfreunden, wo sie rollfähig vorhanden ist.
Nach dem Einsatz als Heizlok wurde die Lokomotive 98 886 im Jahre 1978 als Denkmal vor dem Hauptbahnhof Schweinfurt aufgestellt. Nach der Reaktivierung der Streutalbahn als Museumsbahnstrecke holte man sie vom Denkmalsockel und ließ sie von 1999 bis 2000 im DLW Meiningen aufarbeiten. Sie ist seither wieder vor dem Rhön-Zügle von Mellrichstadt nach Fladungen erfolgreich im Einsatz.

## Privatbahn
Auch die LAG beschaffte 1922 zwei GtL 4/4, die der Staatsbahnausführung von 1921 entsprachen. Die Lokomotiven mit den Bahnnummern 80 und 81 waren beim Bw Thalkirchen auf der Isartalbahn beheimatet. Dort blieben sie auch nach der Übernahme durch die Reichsbahn. Sie wurden anders als die übrigen GtL 4/4 in die Baureihe 9816 eingeordnet und erhielten die Nummern 98 1601 und 98 1602. Die beiden Maschinen kamen 1950 ins Bw Rosenheim und wurden 1957 und 1958 ausgemustert.
Die Tegernseebahn beschaffte 1914 und 1924 zwei Maschinen, die den jeweiligen Bauserien der Staatsbahn entsprachen, und reihte sie als EAG (später TAG) 5 und 6 in den Fuhrpark ein. Die Lok 5 erlitt 1958 einen Kesselschaden und wurde Anfang der 60er Jahre verschrottet; die Lok 6 blieb bis 1969 in Betrieb und wurde 1970 an einen Schrotthändler verkauft.

## Konstruktion
Die Heißdampflokomotiven hatten zwei Zylinder. Das Fahrgestell hatte seitenverschiebbare Gölsdorf-Achsen. Die Reichsbahn-Nachbauten erhielten geschlossene Führerhäuser und etwas vergrößerte Wasserkästen. Ab 1922 waren die Stirnfenster oval, das Führerhaus bekam einen Lüftungsaufsatz und der Kohlenkasten einen Aufsatz.

## Galerie

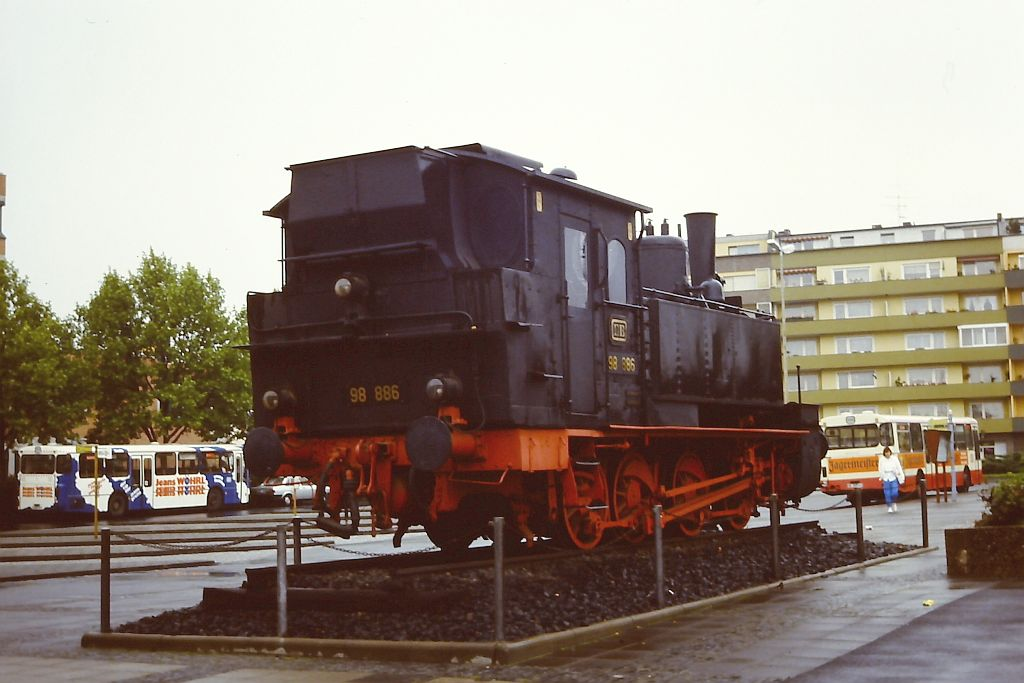
98 886 auf dem Bahnhofsvorplatz von Schweinfurt 1986
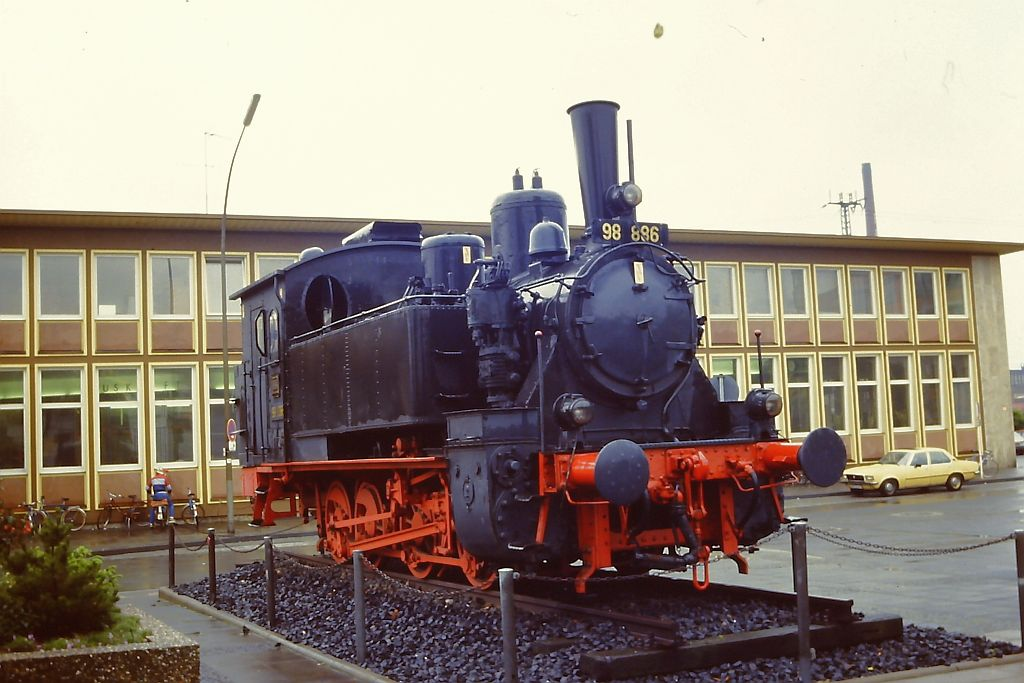
Ansicht von vorne vor dem Bahnhofsgebäude
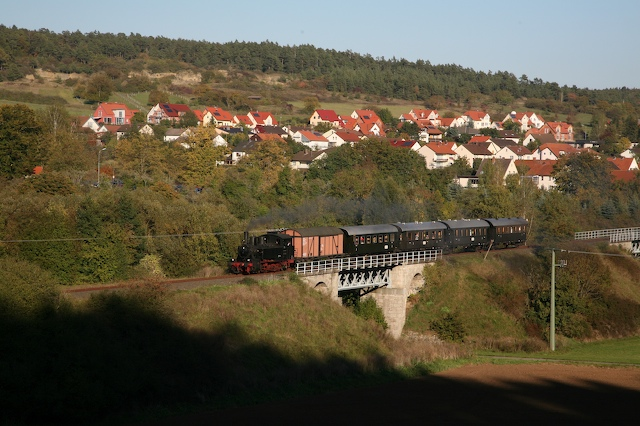
98 886 bei Stockheim im August 2006
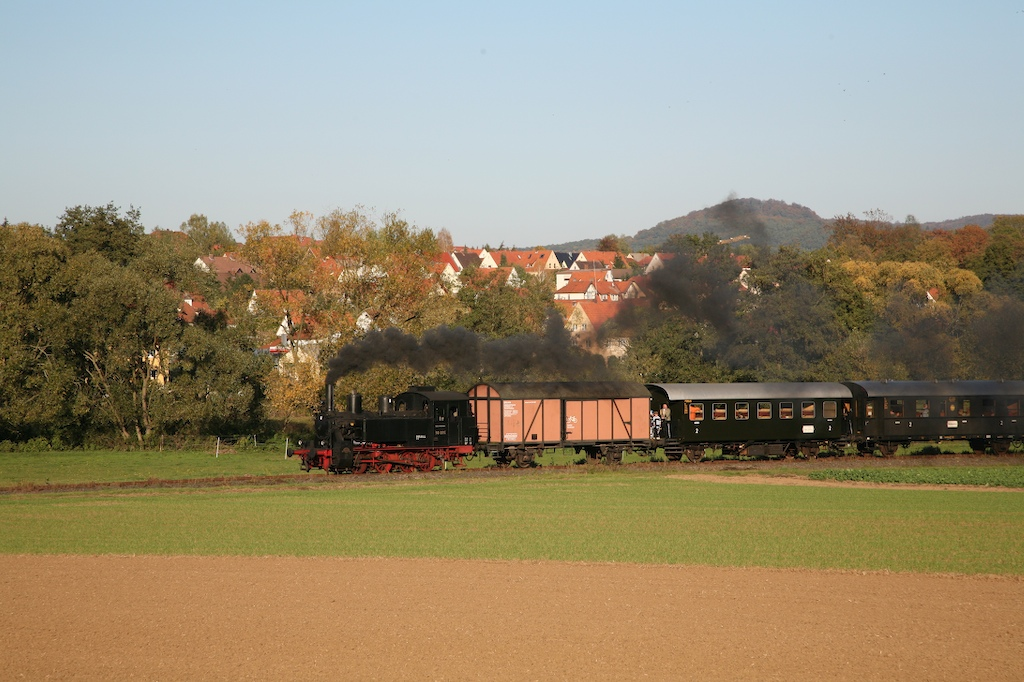
98 886 nach Ostheim
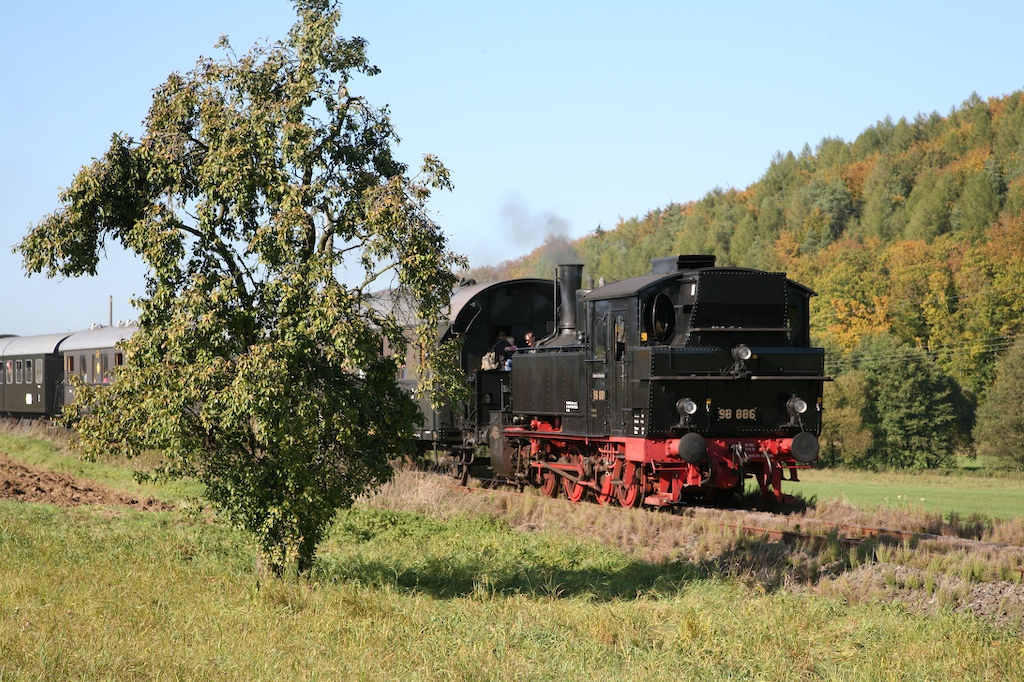
98 886 talwärts bei BÜ Heufurt
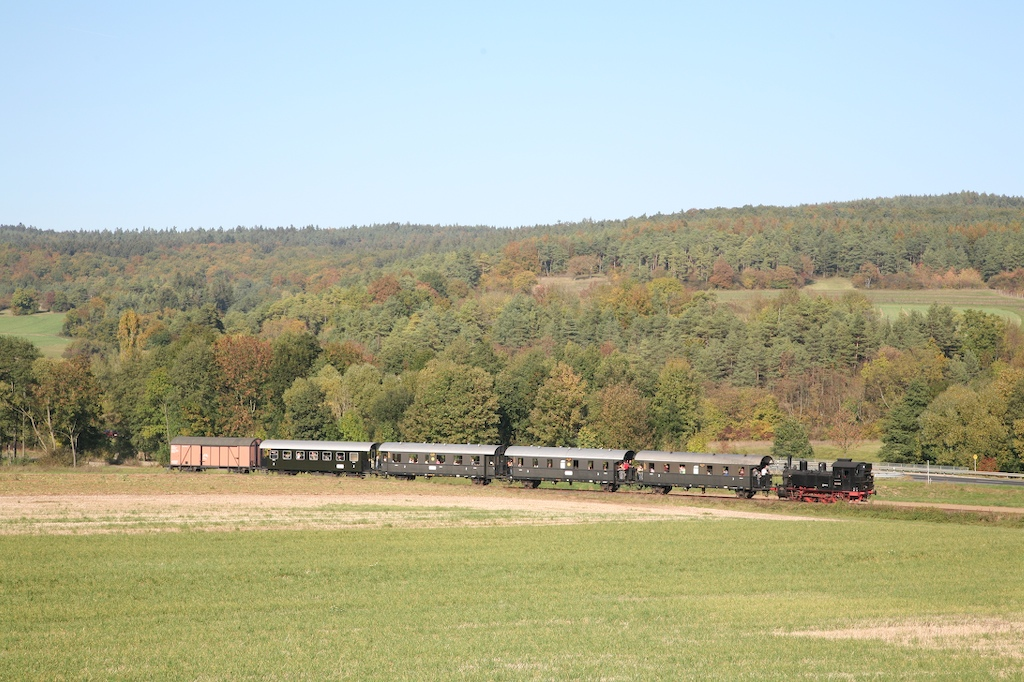
98 886 talwärts vor Nordheim
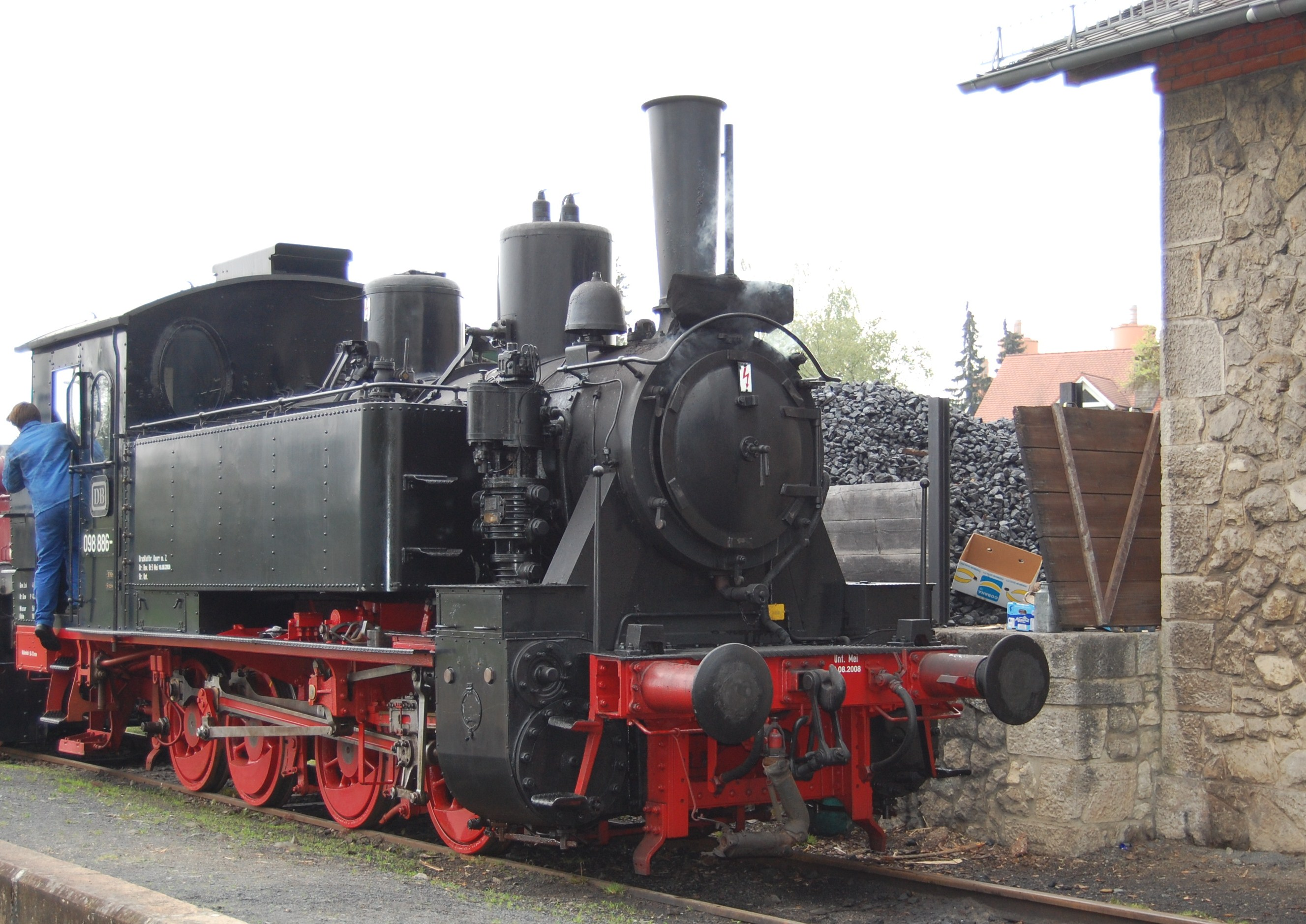
98 886 der Museumsbahn Fladungen
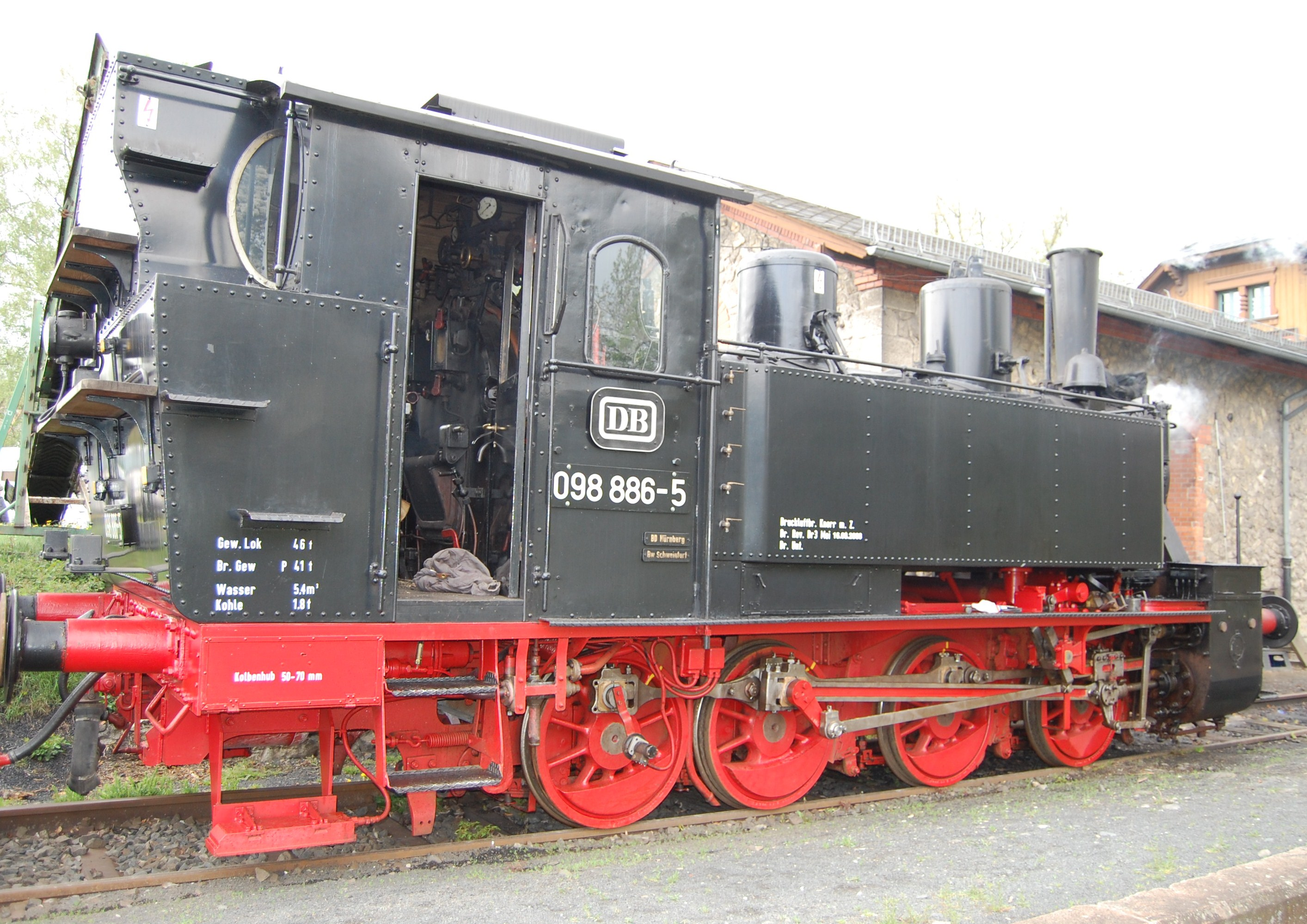
98 886 der Museumsbahn Fladungen
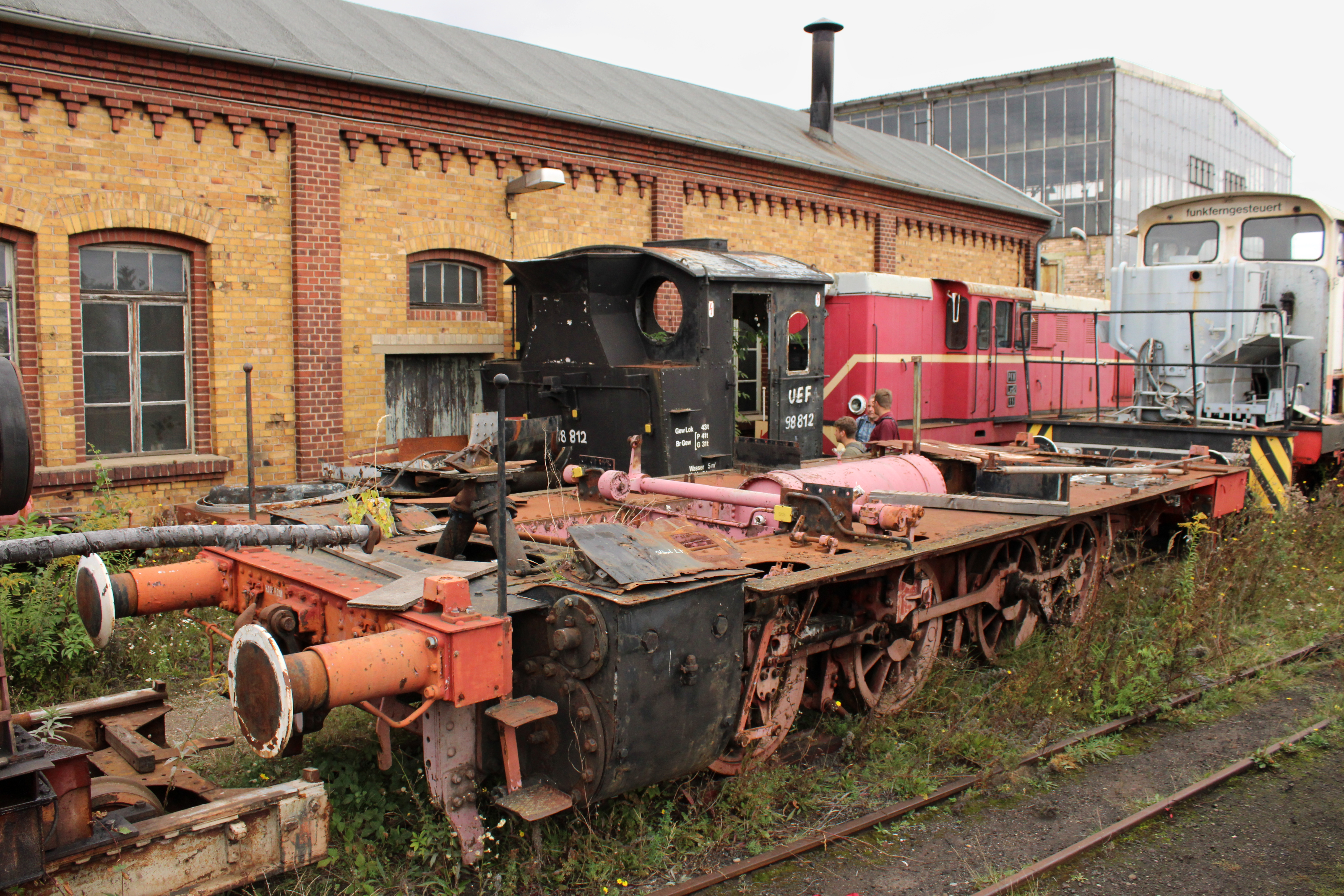
98 812 der UEF Lokalbahn, zerlegt in Einzelteile und ohne Kessel in Klostermansfeld, September 2021